# Inverter (tápegység)

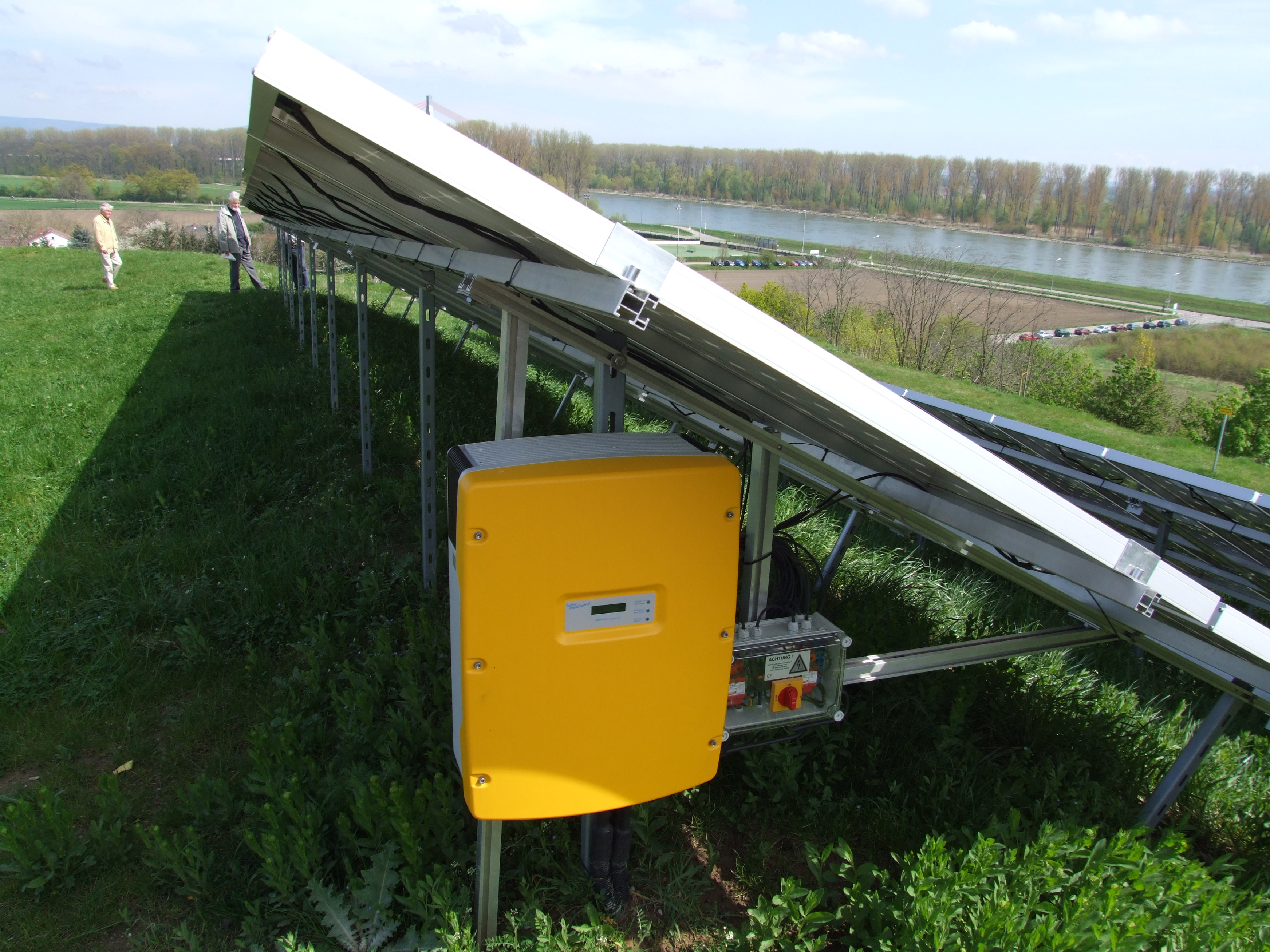
Napelemek egyenfeszültségének átalakítása inverterrel

Az inverter egy olyan áramkör, amely egyenfeszültségből váltófeszültséget állít elő.
A hétköznapi szóhasználatban az inverter egy olyan eszköz, ami egy akkumulátor feszültségét, vagy egyéb egyenfeszültséget alakít át olyan feszültséggé, mint amilyen a villamos hálózatban van.
Inverterkapcsolást leggyakrabban szünetmentes tápegységekben és napelemes rendszerek feszültségátalakítóiban alkalmaznak. Gépjárművekhez, szivargyújtóra csatlakoztatható formában is gyakran előfordulnak ilyen feszültségátalakítók.

## Tipusai

### Tiszta szinuszhullámú inverter
Az egyenáram váltóárammá alakítása oszcillátorral történik. Az oszcillátorban 50 Hz-es szinuszhullám keletkezik, amit erősítenek, és az erősített jelet megfelelő méretű transzformátorral 240V-ra transzformálják. 
Előnyei:
- bármilyen eszköz üzemeltethető róla, ami a 240V-os hálózatról is üzemel. A használható eszközöket csak az inverter maximális kimenő teljesítménye határolja be.
- Nem keletkezik rádiófrekvenciás zavar

Hátrányai:
- Viszonylag nagy méretű, nehéz transzformátorok alkalmazását teszi szükségessé
- Hatásfoka kisebb, mint a módosított szinuszhullámú invertereké

### Módosított szinuszhullámú inverter
Kapcsolóüzemű áramkörrel állítanak elő 50Hz-es trapéz-, négyszög-, fűrész-, háromszögjelet, amit egy megfelelő méretű transzformátorral 240V-ra transzformálnak.
Előnyei:
- Jó hatásfok
- Kis méret, könnyű súly

Hátrányai:
- Működése során nagyfrekvenciás zavar keletkezik
- Nem üzemeltethető vele bármilyen eszköz.

## Működési elv

### Tiszta szinuszhullámú inverter[2]
A tiszta szinuszhullámú inverterek oszcillátorkapcsolásra épülnek. Az oszcillátorral az akkumulátor feszültségéből képzünk 50Hz-es váltófeszültséget, amelynek csúcsfeszültsége közelítőleg megegyezik az akkumulátor feszültségével. Ezt a feszültséget nevezzük primerköri feszültségnek. 
A primerköri feszültséget két módon is előállíthatjuk: 
- Magát az oszcillátort építjük fel olyan alkatrészekből, amelyek nagyobb teljesítmény leadására képesek. Ezzel a módszerrel egyszerű, kevés hibalehetőséget tartalmazó áramkörök készíthetőek.
- Az oszcillátor külön áramkörben van, melynek kimenő jelét teljesítményerősítővel erősítjük fel. Ez nagy frekvenciastabilitást ad. Megoldható, hogy vezérelhető oszcillátort alkalmazzunk, mellyel az is elérhető, hogy az inverter kimenő jele fázishelyes legyen a villamos hálózattal.

Az alábbi ábra egy egyszerű inverterkapcsolást ábrázol:
A P1 kivezetésre az akkumulátor pozitív sarka, a P2-re a negatív sarka kapcsolódik. Az L1 fojtótekercs és a C2 kondenzátor az ugrásszerű terheléstől biztosít védelmet.
Maga az oszcillátorkapcsolás egy visszacsatolt B osztályú ellenütemű teljesítményerősítőre épül. Az erősítő az energiáját a T1+T2 transzformátortekercsek (8+8 menet)és a C1 kondenzátor által alkotott rezgőkörre adja le. A visszacsatolás a transzformátor T visszacsatoló tekercsén (3 menet) történik, amely a tranzisztorok bázisához kapcsolódik.
Az akkumulátorfeszültség a T1+T2 transzformátortekercs közös pontján csatlakozik.
Az R1, R2 ellenállások a T1, T2 tranzisztorok (TIP-122) bázisáram-táplálását biztosítják.
A transzformátor szekunder tekercsén (130 menet) a 240V-os 50Hz-es váltófeszültség jelenik meg, ami a P3-P4 kapcson van kivezetve.

### Módosított szinuszhullámú inverter[3]
A módosított szinuszhullámú inverterek primer körében olyan áramkör található, amely valamilyen impulzusjelet állít elő.
Az alábbi ábrán egy bistabil multivibrátorral megvalósított inverterkapcsolás látható: